# FC 디나모 부쿠레슈티
FC 디나모 부쿠레슈티(Fotbal Club Dinamo Bucureşti)는 부쿠레슈티를 연고로 하는 루마니아의 축구 클럽이다. 이 축구단은 1948년 창단되었다. 현재 리가 I에 속해 있다. 같은 도시를 연고로 하고 있는 FCSB와는 에테르눌 데르비(Eternul derbi)라 불리는 라이벌 관계를 형성하고 있다.

## 역대 주요 성적

#### 국내 경기
- 리가 I(Liga I)

- 우승 (18) : 1955, 1961-62, 1962-63, 1963-64, 1964-65, 1970-71, 1972-73, 1974-75, 1976-77, 1981-82, 1982-83, 1983-84, 1989-90, 1991-92, 1999-2000, 2001-02, 2003-04, 2006-07

- 준우승 (20) : 1951, 1952, 1953, 1956, 1958–59, 1960–61, 1966–67, 1968–69, 1973–74, 1975–76, 1978–79, 1980–81, 1984–85, 1986–87, 1987–88, 1988–89, 1992–93, 1998–99, 2000–01, 2004–05

- 루마니아 컵(Cupa României)

- 우승 (13) : 1958-59, 1963-64, 1967-68, 1981-82, 1983-84, 1985-86, 1989-90, 1999-00, 2000-01, 2002-03, 2003-04, 2004-05, 2011-12

- 준우승 (10) : 1954, 1968–69, 1969–70, 1970–71, 1986–87, 1987–88, 1988–89, 2001–02, 2010–11, 2015–16

- 루마니아 슈퍼컵(Supercupa României)

- 우승 (2) : 2005, 2012

- 준우승 (4) : 2001, 2002, 2003, 2007

- 루마니아 리그컵 (Cupa Ligii)
  -     - 우승 (1) : 2016–17

#### 국제 경기
- UEFA 챔피언스리그 1983-84 준결승 진출. (리버풀 FC에 패배)
- UEFA 컵 위너스 컵 1989-90 준결승 진출. (RSC 안데를레흐트에 패배)

## 선수 명단

### 현역
참고: FIFA 자격 규정에 따라 소속된 국가대표팀 국기를 표시합니다. 선수는 복수의 FIFA 비회원국 국적을 가지고 있을 수 있습니다.
| 번호 | 포지션 | 국적 | 이름        |
| ---- | ------ | ---- | ----------- |
| 8    | MF     |      | 에디 냐호르 |

| 번호 | 포지션 | 국적 | 이름 |
| ---- | ------ | ---- | ---- |

## 역대 감독
| 감독              | 임기        |
| ----------------- | ----------- |
| 미르체아 루체스쿠 | 1985 ~ 1990 |
| 이오안 안도네     | 1993        |
| 이오안 안도네     | 2003 ~ 2005 |
| 발테르 젱가       | 2007        |
| 이오안 안도네     | 2010 ~ 2011 |
| 이오안 안도네     | 2016 ~ 2017 |
| 코스민 콘트라     | 2017        |
| 코스민 콘트라     | 2020        |